# Ꜯ
Cette page contient des caractères spéciaux ou non latins. S’ils s’affichent mal (▯, ?, etc.), consultez la page d’aide Unicode.
Ꜯ (minuscule: ꜯ), appelé cuatrillo à virgule, est une lettre latine utilisée dans certains manuscripts maya kʼicheʼ du XVIe et a été inventée par des missionnaires jésuites au Guatemala. Elle représente la consonne occlusive alvéolaire affriquée glottalisée /ts’/. Elle a parfois eut la forme d’un g cursif avec une barre oblique.

## Représentations informatiques
Le cuatrillo à virgule peut être représenté avec les caractères Unicode (latin étendu D) suivants :
| formes    | représentations | chaînes de caractères | points de code | descriptions                                |
| --------- | --------------- | --------------------- | -------------- | ------------------------------------------- |
| capitale  | Ꜯ               | Ꜯ                     | U+A72E         | lettre majuscule latine cuatrillo à virgule |
| minuscule | ꜯ               | ꜯ                     | U+A72F         | lettre minuscule latine cuatrillo à virgule |